# Millepora alcicornis
Millepora alcicornis es una especie de hidrocoral, o falso coral, que pertenece al orden Anthoathecata.
Habita los arrecifes de coral en la zona tropical del oeste del océano Atlántico, en el mar Caribe y el golfo de México.
Muestra una variedad de morfologías diferentes, dependiendo de su ubicación, lo que condujo a cierta confusión y la  asignación de diferentes nombres científicos por distintas autoridades taxonómicas. Se alimenta de plancton y obtiene una parte de sus necesidades energéticas de microalgas zooxantelas que se encuentran dentro de sus tejidos. 
Es un miembro importante de la comunidad arrecifal y está sujeto a las mismas amenazas que los demás corales. Puede causar picaduras dolorosas a buzos incautos.

## Taxonomía
Millepora alcicornis no es un verdadero coral de la clase Anthozoa, pues pertenece a la clase Hydrozoa, y está más estrechamente relacionado con las medusas que con los corales pétreos. La especie fue descrita por primera vez por Linnaeus en 1758, pero la localidad tipo es desconocida. Debido a la variabilidad en sus hábitos de crecimiento, este coral ha sido objeto de confusión taxonómica y fue descrita con un número de nombres diferentes en distintas localidades. En 1898, Hickson decidió que las variaciones en la morfología eran vinculados a factores ambientales y que el nombre válido para todas estas especies era Millepora alcicornis.
Su nombre científico proviene del Latín para Millepora que significa "miles de poros" y alcicornis que significa "cuernos de alce" en referencia a su forma ramificada.

## Descripción
La morfología de Millepora alcicornis es muy variable. La mayoría de las colonias probablemente comience como formas incrustantes y adoptan una estructura ramificada en la medida que crecen. Las incrustaciones pueden establecerse en una variedad de estructuras, no sólo en los arrecifes de coral y rocas, sino también sobre corales muertos y cascos de pecios. En una fase de desarrollo más avanzada adopta la forma de placas en hábitats con aguas agitadas, tales como los bordes exteriores de los arrecifes. En aguas más tranquilas, como en lagunas profundas o partes más protegidas del arrecife, se desarrolla una estructura ramificada vertical, que puede alcanzar una altura de  50 cm. Las ramas cilíndricas generalmente crecen en un mismo plano y son de color crema, amarillento o marrón claro con puntas pálidas.
Numerosos pólipos microscópicos están incrustados en el esqueleto calcáreo de Millepora. Se conectan internamente por medio de un sistema de canales y están ocultados detrás de los poros del esqueleto, cuya superficie es suave y carece de coralitos, que son característicos de verdaderos corales pétreos. Tienen tres tipos de pólipos con funciones especializadas: los gastrozoides procesan y digieren los alimentos capturados por los dactilozoides que se agrupan en torno a ellos. Los gastrozoides son pequeños y regordetes, y extienden de cuatro hasta seis talones de tentáculos a través de sus poros, pero son por lo demás invisibles. Los dactilozoides tienen tentáculos semejantes a pelos, cubiertos de cnidoblastos. Estos liberan cnidocitos cuando las presas se encuentran muy cerca. Las picaduras de las cnidocitos inmovilizan la presa y los tentáculos la dirigen hacia la boca de un gastrozoide adyacente, donde pasa al estómago para la digestión. Y los pólipos gonozoides, que se encuentran en cámaras incrustadas en el coenosteum, y son los encargados de la reproducción.
Los pólipos también secretan carbonato cálcico, el material calcáreo que forma el esqueleto. El cenénquima, o tejido colonial, y los pólipos, contienen ciertas microalgas simbióticas llamadas zooxantelas. Se trata de organismos fotosintéticos que proporcionan a sus anfitriones energía a cambio de protección y un lugar bien iluminado. Aproximadament el 75% de las necesidades energéticas son proporcionadas por las zooxantelas.

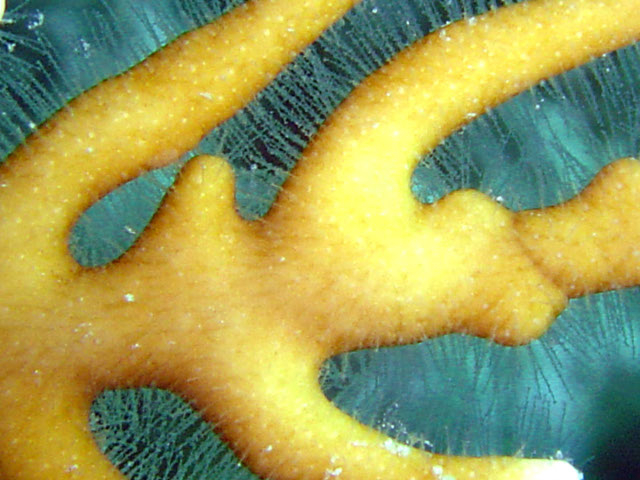
Los largos tentáculos de los pólipos dactilozoides
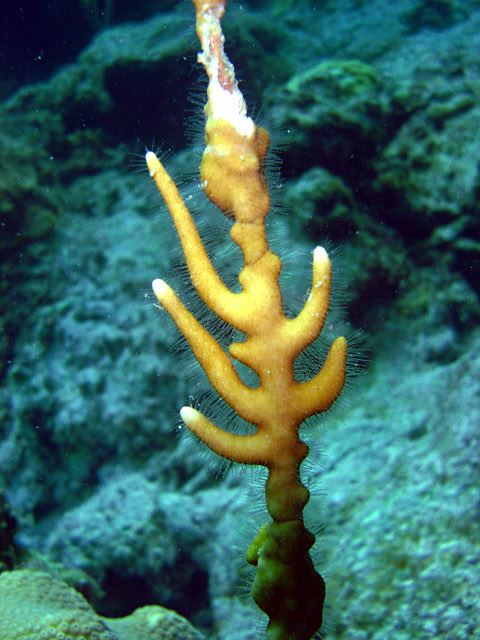
M. alcicornis de noche, con los pólipos dactilozoides expandidos. Pinar del Río, Cuba.
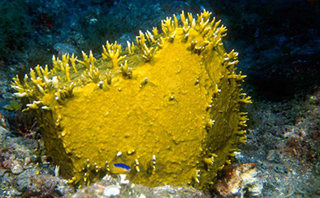
M. alcicornis coloniza una gorgonia, tras recubrirla por completo, desarrolla sus formas ramificadas habituales.
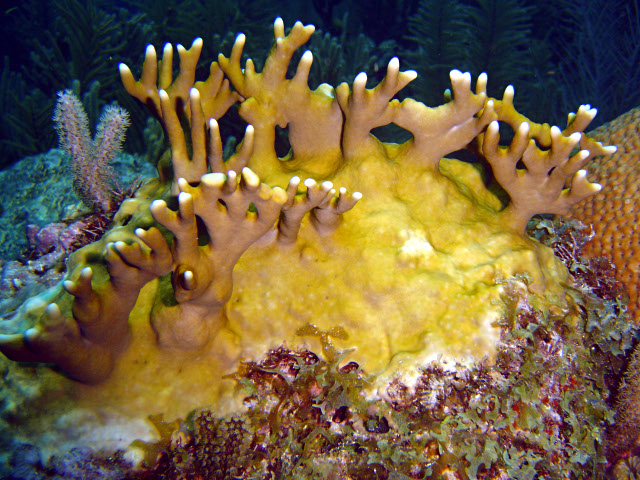
Colonia joven creciendo sobre roca. Isla de la Juventud, Cuba.
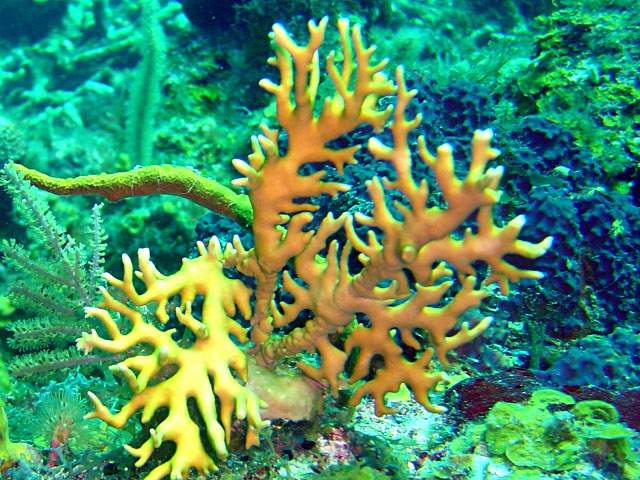
En zonas sin oleaje desarrolla formas ramificadas
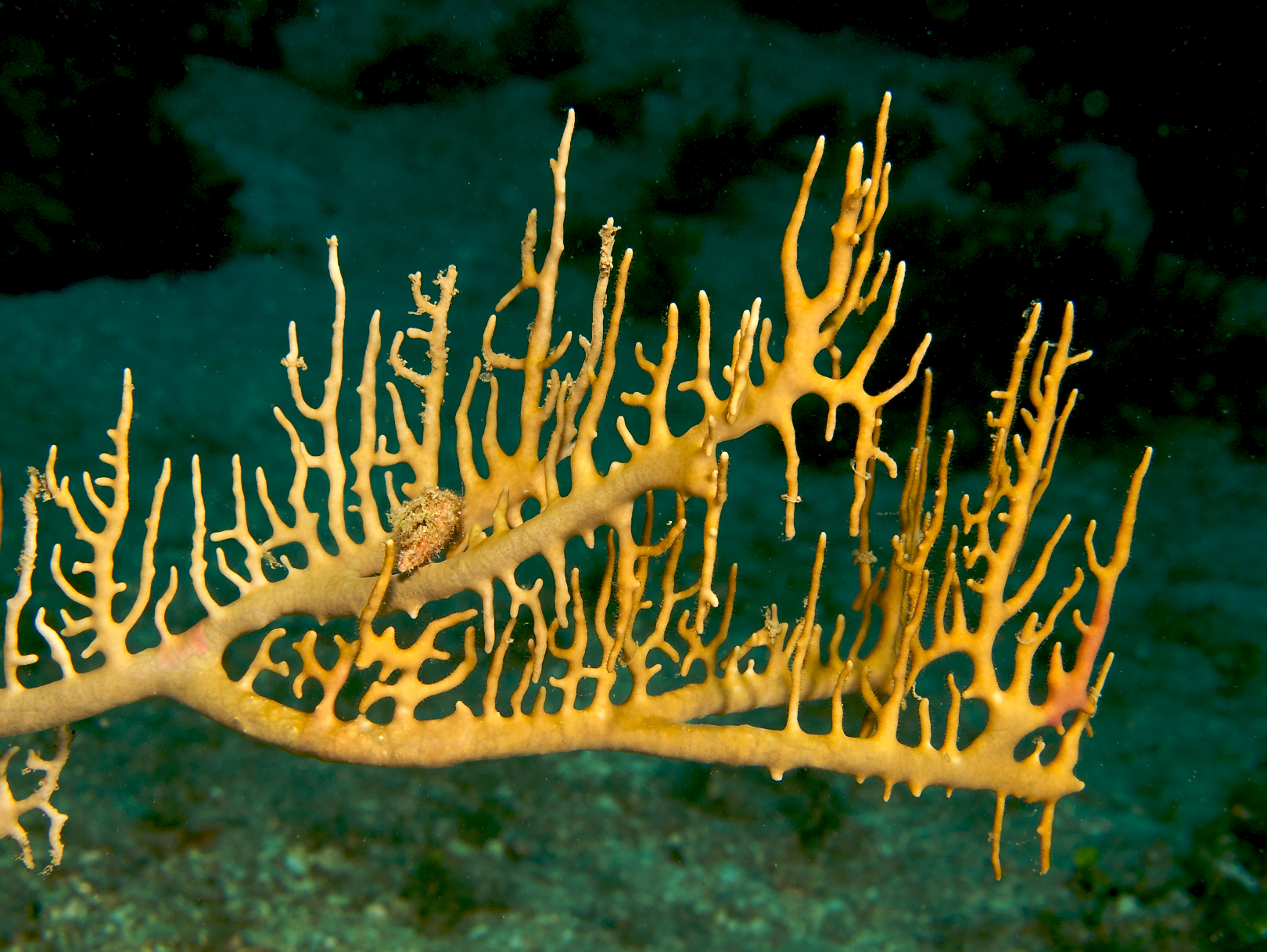
Colonia ramificada en Haití.

## Distribución y hábitat
El área de distribución de Millepora alcicornis incluye el mar Caribe, el golfo de México, Florida,  Cabo Verde y se extiende a lo largo de la costa caribeña de América Central hacia y el sur, hasta el sur de Brasil. También fue encontrado en las Bermudas, pero su morfología en ese lugar es tan diferente de la del resto de su rango que puede tratarse de una especie distinta.
Es especie nativa de Anguila; Antigua y Barbuda; Bahamas; Barbados; Belice; Bonaire, Saint Eustatius y Saba (Saba, Sint Eustatius); Brasil; Cabo Verde; islas Caimán; Colombia; Costa Rica; Cuba; Curazao; Dominica; República Dominicana; Estados Unidos; Granada; Guadalupe; Haití; Honduras; Jamaica; México; Montserrat; Mozambique; Nicaragua; Panamá; Saint Barthélemy; San Kitts y Nevis; Santa Lucía; Saint Martin (parte Francesa); San Vicente y las Granadinas; Sint Maarten (parte Holandesa); Trinidad y Tobago; Venezuela e islas Vírgenes (Inglesas).
Habitan anclados a rocas y corales en arrecifes, en colonias que se extienden varios metros. Normalmente prefiere aguas turbias interiores del arrecife, exhibiendo gran tolerancia a la sedimentación del agua.
Vive a una profundidad de hasta 40 m, y es la única especie del género Millepora que a menudo crece a profundidades de más de 10 m. No obstante se localizan entre 0 y 109.37 metros de profundidad, y en un rango de temperatura entre 19.81 y 28.06 °C.

## Biología

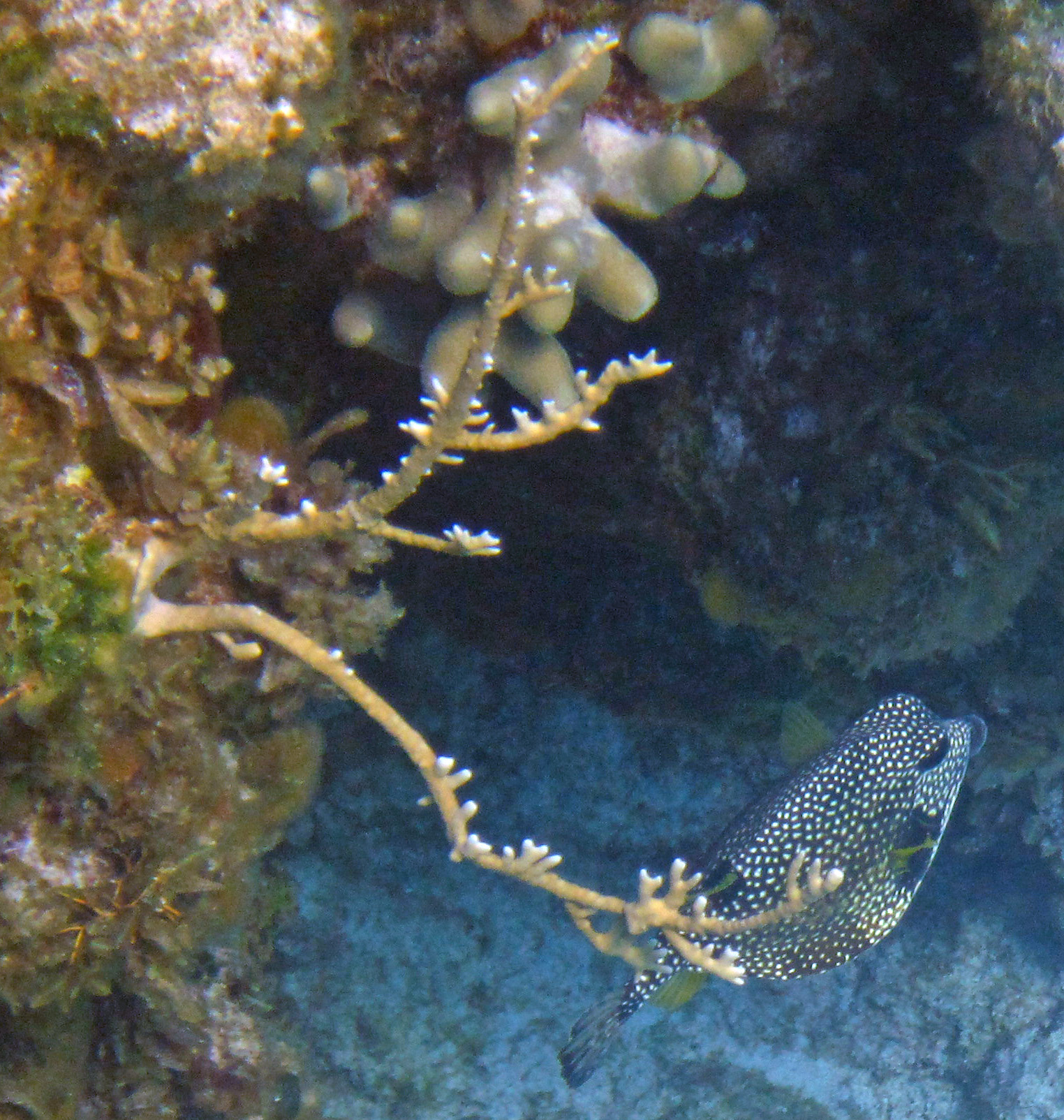
Colonia joven ramificada de M. alcicornis en isla San Salvador, Bahamas

Millepora alcicornis se alimenta de plancton. Normalmente, los tentáculos de los dactilozoides se extienden todo el tiempo. Los tentáculos se retraen cuando se mueve un objeto cerca del coral, después de lo cual es posible tocar la especie sin experimentar las dolorosas picaduras causadas por los cnidocitos.
Se reproduce tanto asexualmente como sexualmente. Fragmentos del coral que se desprenden de la colonia durante tormentas, pueden terminar en otros lugares adecuados donde establecen nuevas colonias, que son genéticamente idénticas a la colonia original. Esta fragmentación es probablemente el método de reproducción más frecuente. Por otra parte, ciertos poros, llamados ampullae, o ampollas, contienen pólipos gonozoides que liberan brotes semejantes a medusas, que se apartan de la colonia. Estos producen gametos que, después de la fecundación, se desarrollan en larvas plánulas. Las plánulas forman parte del zooplancton llevadas por las corrientes, hasta que encuentran un lugar adecuado para desarrollar nuevas colonias. Asentándose en el sustrato o colonia coralina, y metamorfoseándose en pólipo, tras lo cual se reproduce asexualmente por gemación, dando origen a la colonia coralina.

## Ecología
Un número de especies de camarones y peces, aparentemente inmunes al veneno, se refugian entre las ramas de Millepora alcicornis. Peces halcones en particular, suelen encaramarse encima del coral de fuego, tal vez protegidos por sus aletas pectorales que no tienen piel. Millepora alcicornis tiene pocos depredadores. Hermodice carunculata, un poliqueto, a veces pastorea en él, aunque  prefiere otros corales. Algunos nudibranquios del género Phyllidia se alimentan de M. alcicornis, como lo hacen también las lijas de la familia Monacanthidae.
Se descubrió que M. alcicornis se vuelve agresivo cuando crece en la proximidad de un abanico de mar (gorgonia marina). Produce ramas que crecen horizontalmente, desarrollándose en estructuras semejantes a manos que encerclan y asfixian el abanico de mar. Luego lo utiliza como un substrato para ampliar la colonia. A veces, este nuevo crecimiento se separa de la colonia madre, y se forma una nueva colonia, genéticamente idéntica a la original. Esta acción agresiva es una respuesta específica a la presencia de gorgonias, y no sucede en respuesta a la presencia cercana de otros corales vivos o muertos, otros invertebrados sésiles o agua libre. M. alcicornis parece tener la capacidad de detectar la presencia de la gorgonia por medio del agua que fluye sobre las superficies de ambos.

## Amenazas

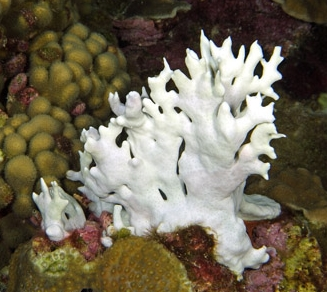
Colonia de Millepora totalmente afectada por el blanqueo de coral, frente a las especies circundantes que no aparentan signos de la enfermedad

Aunque no es un verdadero coral,  Millepora alcicornis está sujeto a las mismas amenazas globales a las que se enfrentan los corales y los arrecifes de coral. La mayor entre ellas es el calentamiento global y el consiguiente aumento de la temperatura del mar. Millepora alcicornis es una de las primeras especies afectadas por el blanqueo tras la muerte de las zooxantelas. Sin embargo, es también más resistente que la mayoría de los corales, y logra restablecerse por reclutamiento antes que los corales escleractinios. Otras amenazas generales que afectan los arrecifes incluyen la acidificación de los océanos, la contaminación, la escorrentía, especies invasoras y otros cambios en la dinámica de las especies, las enfermedades de coral, la pesca, actividades de ocio y turismo. También se recogen pequeñas cantidades de Millepora alcicornis para la venta a coleccionistas.

## Relación con los seres humanos
Los cnidocitos de Millepora alcicornis son suficientemente potentes para penetrar la piel humana. Pueden inyectar un veneno que causa una dolorosa sensación de ardor, erupciones en la piel, ampollas y cicatrices. La toxina contiene una proteína soluble en agua, de la cual 40 µg es la dosis letal mediana (DL50) en ratones con un peso de 20 gramos.
La especie no tiene usos comerciales, aunque es a veces incluida en acuarios arrecifales. Se requiere un alto movimiento del agua y una luz brillante, y es posible juzgar su estado de salud por su color: un color amarillo muestra buena salud, mientras que un color marrón más oscuro puede indicar que no hay suficiente luz. Puede ser difícil de controlar porque crece rápidamente y se extiende sobre otros objetos en el tanque.